# Qinnguata Kuussua
La Qinnguata Kuussua est une rivière située dans une vallée du même nom dans la municipalité de Qeqqata, dans le centre-ouest du Groenland. 
Ses sources sont les eaux de fonte sortant des glaciers Russell et Leverett qui coulent de l'inlandsis du Groenland. C'est la principale rivière de la région de Kangerlussuaq. Sur la majeure partie de son cours, la rivière est très large, jusqu'à 2 km dans son cours supérieur. Le climat est continental polaire, la zone recevant très peu de précipitations. 

## Géographie
Plusieurs cours d'eau de fonte sortant de la base sud du glacier Russell (66° 57′ 45″ N, 50° 00′ 00″ O) forment la rivière Qinnguata Kuussua. La vallée mesure 31 km de long et est orientée est-sud-est à ouest-nord-ouest. Au nord, elle est délimitée par la crête exposée, stérile et aplatie d'Akuliarusiarsuk. Au sud, la vallée fluviale est délimitée par une séquence de chaînes de toundra, culminant au Tasersuatsiaap Kinginnera à 591 m d'altitude et s'éteignant près de Kangerlussuaq sous la forme d'une large et basse crête nommée Qaarsorsuaq.
La partie inférieure de la vallée se rétrécit dans la gorge entre la crête Akuliarusiarsuk au nord et la crête Qaarsorsuaq au sud, qui sépare la vallée du lac Tasersuatsiaq et des hautes terres d'Ammalortup Nunaa au-delà.
La rivière reçoit les eaux d'autres cours d'eau comme la Akuliarusiarsuup Kuua (en).
L'estuaire de la rivière est très étroit, se frayant un chemin à travers une barrière rocheuse, rejetant du limon, qui forme ensuite des parcelles d'îlots de sables mouvants à l'extrémité du fjord Kangerlussuaq.